# Adair Crawford
Adair Crawford (Irlanda, 1748 – Lymington, Hampshire, Anglaterra, 29 de juliol de 1795) fou un metge, físic i químic irlandès que descobrí l'estronci el 1790 i que desenvolupà mètodes per a la mesura de la capacitat calorífica dels materials. Proposà que la respiració era una combustió dos anys abans que Antoine L. Lavoisier, però ho explicà sobre la base de la teoria del flogist que Lavoisier refusà.

## Vida
El pare de Crawford era un ministre presbiterià, Thomas Crawford, sense subscripció a Crumlin, comtat d'Antrim, actual Irlanda del Nord. La seva mare era Anne Mackay i Adair era el tercer dels quatre fills de la parella. De 1764 a 1776 estudià arts, teologia i medicina a la Universitat de Glasgow. Després d'haver obtingut el títol de metge treballà a Londres. Fou nomenat metge a l'Hospital St. Thomas a Londres; fou elegit membre de la Royal Society of London a Edimburg, a la Reial Acadèmia d'Irlanda a Dublín i a la Societat Filosòfica Americana; i es convertí en professor de química a la Royal Military Academy, Woolwich. Potser el seu èmfasi en l'experimentació i el seu ús d'arguments flogístics devien alguna cosa a la influència dels seus amics Joseph Priestley i Richard Kirwan. La mala salut l'obligà a retirar-se i morí als 46 o 47 anys.

## Obra
En el decurs dels seus estudis mèdics, escoltà una conferència de William Irvine (1743-1787), professor de química de la Universitat de Glasgow entre 1771 i 1775, sobre la seva nova teoria de la calor, que el motivà a afiliar-se a la societat química que Irvine fundà a Glasgow. Irvine havia estat alumne i ajudant de Joseph Black (1728-1799) durant el període en què Black desenvolupà la seva teoria de la calor latent. A diferència de Black, la teoria del qual partia del supòsit que l'absorció de calor és un procés químic, Irvine considerava que la calor estava continguda físicament en substàncies amb diferents capacitats calorífiques. Argumentava que la seva teoria li permetia determinar el punt zero absolut de la temperatura i la quantitat absoluta de calor en un cos.

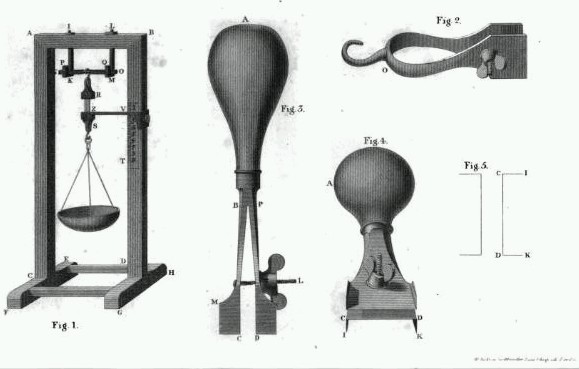
Dibuixos de material de laboratori de Crawford

L'estiu de 1777, Crawford realitzà els primers experiments dissenyats per determinar la calor específica de gasos. Creia que la respiració, que provoca un canvi químic en l'aire, també canviava la capacitat de calor de l'aire. Segons aquesta aplicació de la teoria d'Irvine, l'aire que suporta la respiració té una capacitat de calor més gran (és a dir, una calor específica més elevada) que l'aire que es proporciona per respiració. Així, en respirar, una certa quantitat de "calor absoluta" es transfereix al cos i, conclogué Crawford, és la font de calor del cos. El 1777 Crawford es matriculà a l'escola de medicina de la Universitat d'Edimburg, on exposà els seus experiments a la societat mèdica estudiantil; i l'any següent descrigué la seva obra a Thomas Reid i a altres professors a Glasgow. Després el publicà com a Experiments i observacions sobre la calor animal i la inflamació de cossos combustibles; Sent un intent de resoldre aquests fenòmens en una llei general de la natura (Londres, 1779).

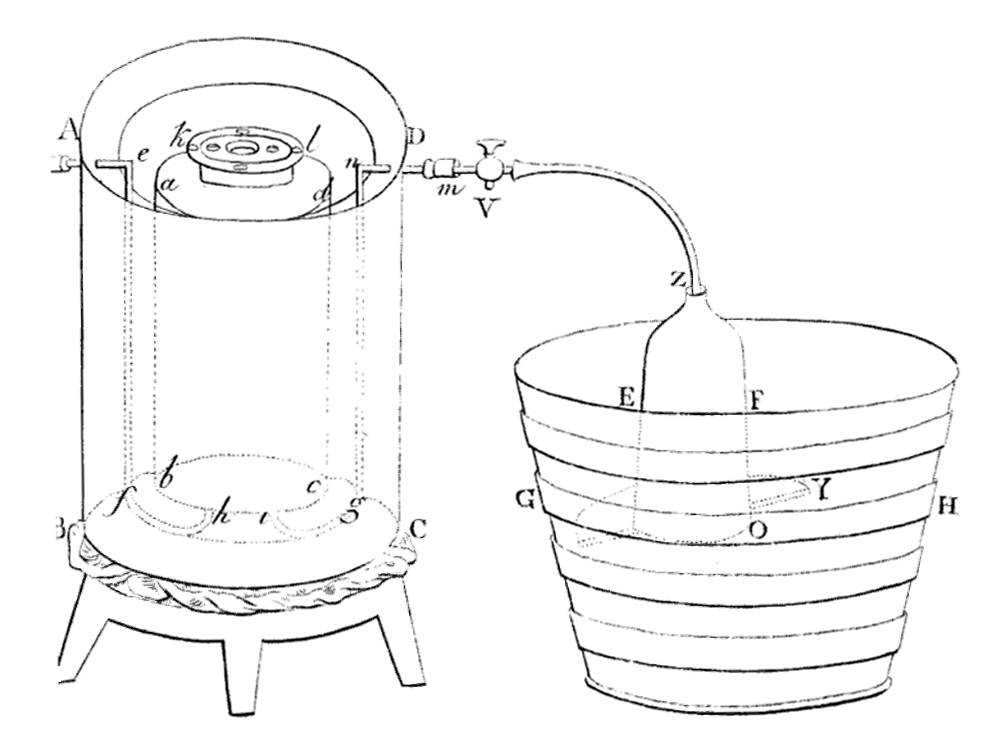
Dibuix del calorímetre de Crawford (1788)

Per establir la veritat de la seva teoria, Crawford presentà tres proposicions fonamentals. La primera afirma que l'aire atmosfèric inhalat als pulmons conté més calor absoluta que l'aire que s'exhala dels pulmons. Els seus experiments sobre la calor específica de gasos foren dissenyats per verificar aquesta proposta. La segona afirma que la sang arterial que surt dels pulmons conté més calor absoluta que la sang venosa bombada als pulmons. Argumentà la veritat d'aquesta proposició, segons els experiments calorimètrics sobre sang descrits al seu llibre. La tercera proposició afirmava que la capacitat de calor d'un cos es redueix per la fixació química del flogist i s'incrementa amb la separació del flogist. A partir d'aquesta proposició, Crawford construí una teoria general de la combustió. Va començar el seu argument demostrant que els òxids dels metalls, que són productes de la combustió i que, segons la teoria del flogist, es desflogistiquen, tenen capacitats de calor més altes que els metalls a partir dels quals es formen. A continuació, per explicar com la respiració provoca un alliberament de “calor absoluta”, apel·là a l'analogia entre la combustió i la respiració i suggerí que durant la respiració es produeixi una doble descomposició als pulmons, l'aire atmosfèric i la sang venosa que produeix aire flogisticat i sang arterial [(aire + calor) + (sang + flogist) → (aire + flogist) + (sang + calor)].

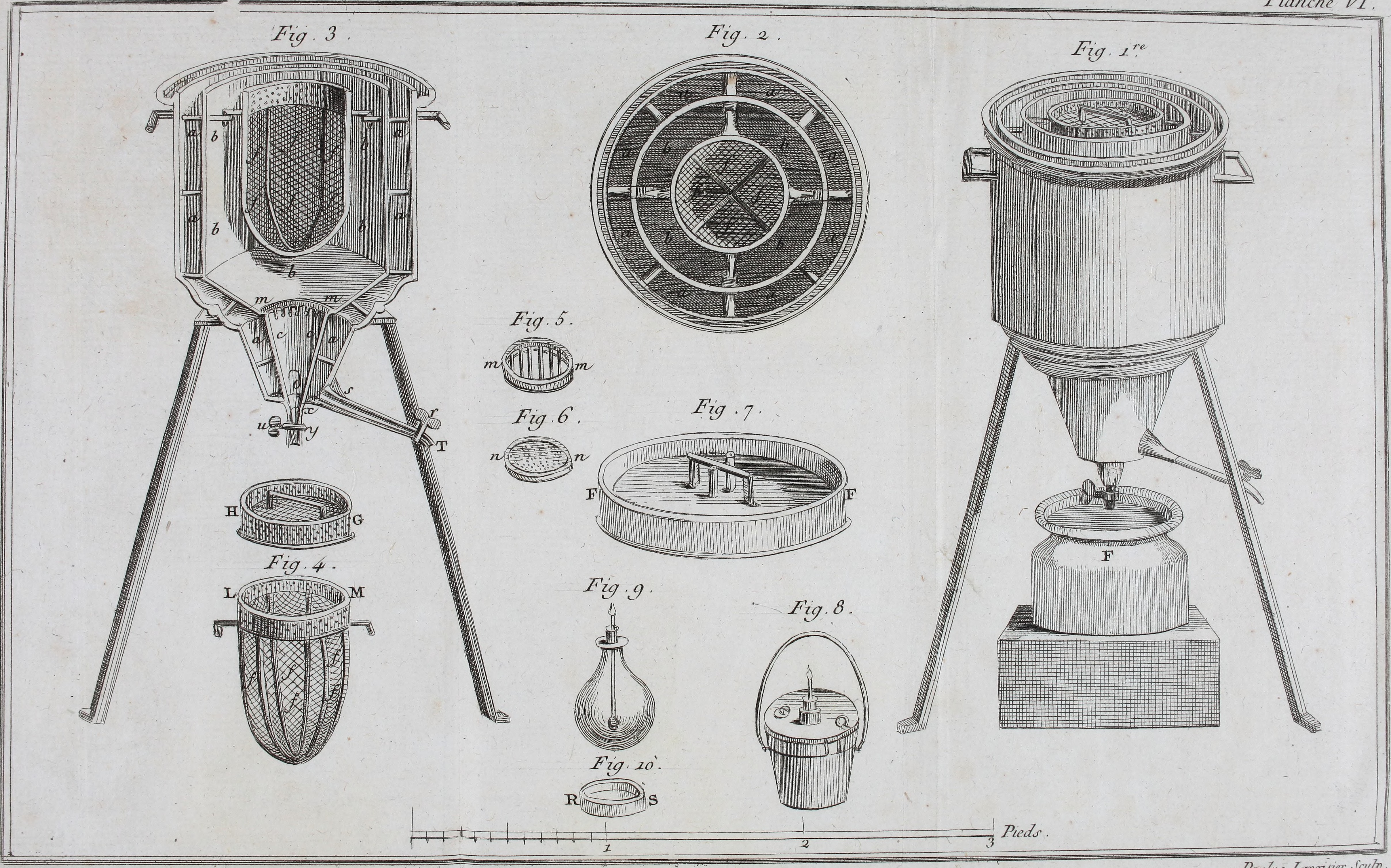
Dibuix del calorímetre de Lavoisier

El llibre de Crawford tengué un èxit considerablement. El seu intent d'explicar la calor animal en termes fisicoquímics no fou especialment nou o impactant; però en proporcionar el primer relat publicat de la teoria de les capacitats d'Irvine, desafià seriosament les teories químiques de la calor avançades per Black i Antoine L. Lavoisier (1743-1794). El desafiament plantejat per la teoria de Crawford aviat fou assumit per Lavoisier i Pierre S. Laplace (1749-1827), els quals el 1782 iniciaren una sèrie d'experiments sobre la calor específica de gasos i la calor de combustió que els portà a concloure, en la seva Mémoire sur la chaleur, que no es podia establir una xifra fiable del zero absolut i que la teoria d'Irvine seguia sent una hipòtesi altament dubtosa.
Una segona edició del llibre de Crawford fou publicada en gran manera però que no va ser modificada fonamentalment el 1788. Aleshores els seus crítics havien arribat a adonar-se que les dades experimentals disponibles sobre la calor específica de gasos eren massa imprecises per permetre resoldre el tema teòric central. La teoria d'Irvine mantingué una influència a la Gran Bretanya, però, en gran manera a través de la defensa de John Dalton, que admeté que havia estat "sobreposat per l'autoritat de Crawford". El 1812, el treball de Francois Delaroche i J. E. Bérard proporcionà valors experimentals per a la calor específica de gasos i finalment fou insostenible la teoria de les capacitats.

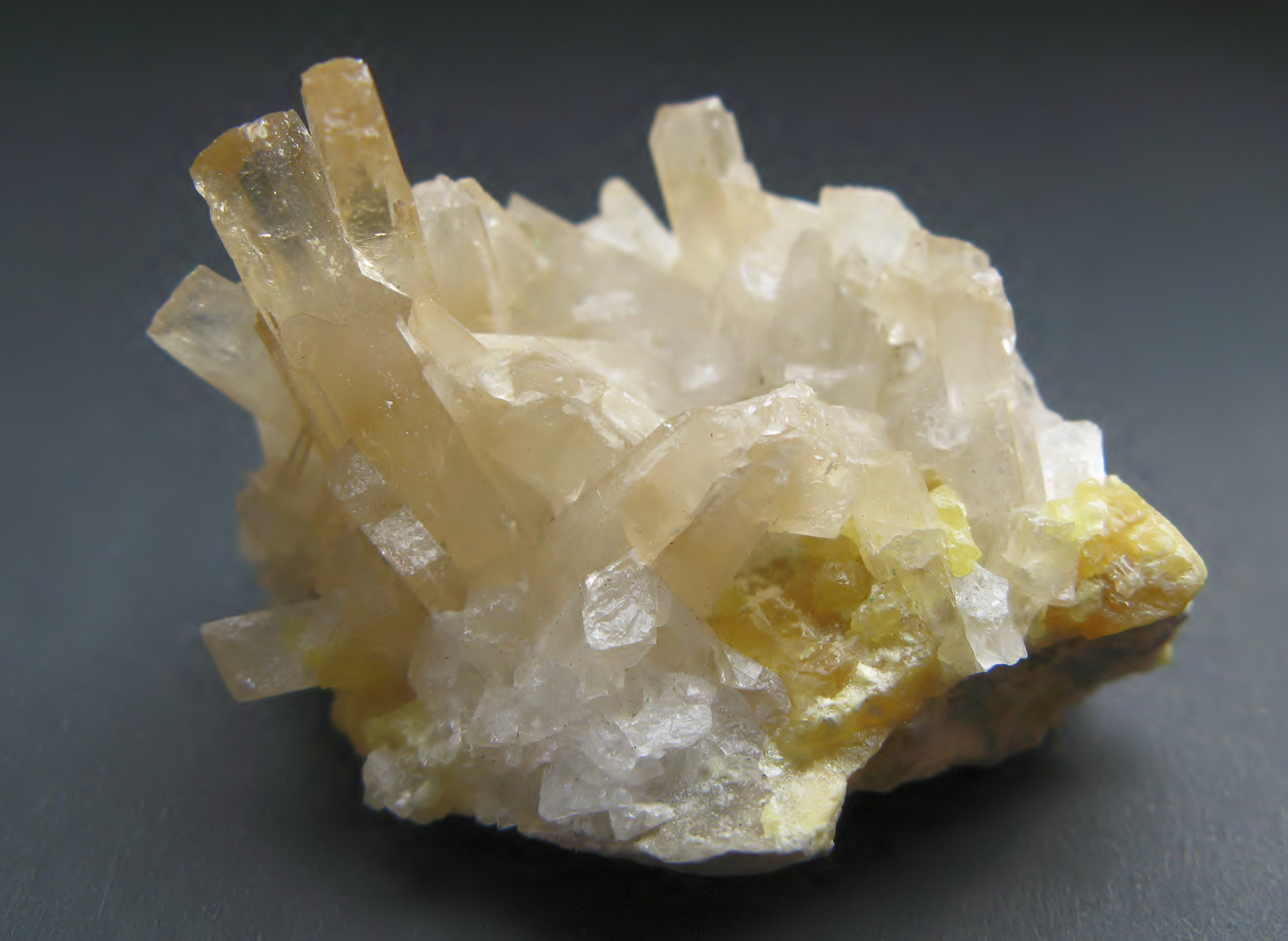
Cristall blancs o incolors d'estroncianita amb cristalls grocs de sofre

El 1787, un mineral intrigant arribar a Edimburg des d'una mina de plom en un petit poble a la riba de Loch Sunart, comptat d'Argyll, a les terres altes occidentals d'Escòcia. En aquell moment, es pensava que era una mena de compost de bari. Tres anys més tard Adair Crawford publicà un article afirmant que el mineral contenia una nova espècie incloent-hi un nou element químic. Altres químics, com Thomas Hope d'Edimburg, aconseguiren preparar més endavant diversos compostos amb l'element, remarcant que feia que la flama de l'espelma cremés vermella, mentre que els compostos de bari donaven un color verd. I el 1808, Humphry Davy a Londres aïllà el metall suau i platejat del nou element mitjançant l'electròlisi. El poble escocès on el mineral s'havia trobar s'anomenava Strontian, i el mineral fou anomenat, estrontianita i el nou element estronci.